# Touch Me
Touch Me är en låt av den amerikanska rockgruppen The Doors, komponerad av gruppens gitarrist Robbie Krieger. Den finns med på gruppens fjärde studioalbum The Soft Parade. Låtens ljudbild skiljer sig från gruppens tidigare singlar då den har en mer storskalig produktion med brassinstrument, stråksektion och ett saxofonsolo.
Låten blev en hit i Nordamerika, ett antal europeiska länder och i Oceanien, men gick inte in på brittiska singellistan.

## Listplaceringar
| Lista (1968-1969) | Position                              |
| ----------------- | ------------------------------------- |
| Australien        | 10 (Go Set)                           |
| Danmark           | 4 (DR "Top 20")                       |
| Finland           | 23                                    |
| Frankrike         | 38 (SNEP)                             |
| Kanada            | 1 (RPM)                               |
| Nederländerna     | 19                                    |
| Nya Zeeland       | 6 (NZ Listner)                        |
| Schweiz           | 10                                    |
| Sverige           | - (Testad på Tio i topp, ej inröstad) |
| USA               | 3 (Billboard Hot 100)                 |
| Vallonien         | 37                                    |
| Västtyskland      | 39                                    |
| Österrike         | 16                                    |